# Rhigozum virgatum
Rhigozum virgatum là một loài thực vật có hoa trong họ Chùm ớt. Loài này được Merxm. & A.Schreib. miêu tả khoa học đầu tiên năm 1966.